# Atletismo nos Jogos Olímpicos de Verão de 2020 - Salto em distância feminino
O evento do salto em distância (português brasileiro) ou salto em comprimento (português europeu) feminino nos Jogos Olímpicos de Verão de 2020 ocorreu entre os dias 1 e 3 de agosto de 2021 no Estádio Olímpico. 30 atletas de 23 nações competiram.

## Formato
O evento continua a usar o formato de duas fases (eliminatórias e final) introduzido em 1952. Nas eliminatórias cada competidora teve direito a três saltos para atingir a distância de qualificação de 6,75 metros; se menos de 12 atletas conseguissem, as 12 melhores (incluindo todas as empatadas) avançavam.
Na final, cada saltadora teve direito a três saltos iniciais; as oito primeiras saltadoras ao final da terceira rodada receberam três saltos adicionais para um total de seis, com o melhor a contar para o resultado final (os saltos da fase de qualificação não são considerados para a final).

## Calendário
Horário local (UTC +9)
| 1 de agosto   | 3 de agosto |
| 9:50          | 10:50       |
| ------------- | ----------- |
| Eliminatórias | Final       |

## Medalhistas
| Ouro   | GER Malaika Mihambo |
| Prata  | USA Brittney Reese  |
| Bronze | NGA Ese Brume       |

## Recordes
Antes desta competição, os recordes mundiais, olímpicos e regionais da prova eram os seguintes:
| Tipo | Atleta               | Marca  | Local      | Data                   |
| ---- | -------------------- | ------ | ---------- | ---------------------- |
|      | Galina Chistyakova   | 7,52 m | Leningrado | 11 de junho de 1988    |
|      | Jackie Joyner-Kersee | 7,40 m | Seul       | 29 de setembro de 1988 |

### Por região
| Região                             | Marca | Atleta               | Nação           |
| ---------------------------------- | ----- | -------------------- | --------------- |
| África                             | 7,17  | Ese Brume            | Nigéria         |
| Ásia                               | 7,01  | Yao Weili            | China           |
| Europa                             | 7,52  | Galina Chistyakova   | União Soviética |
| América do Norte, Central e Caribe | 7,49  | Jackie Joyner-Kersee | Estados Unidos  |
| Oceania                            | 7,05  | Brooke Stratton      | Austrália       |
| América do Sul                     | 7,26  | Maurren Maggi        | Brasil          |

## Resultados

### Eliminatórias
Regra de qualificação: marca padrão de 6,75 m (Q) ou pelo menos as 12 melhores atletas (q) avançam a final.
| Pos. | Grupo | Atleta                      | CON                          | #1   | #2   | #3   | Marca | Notas |
| ---- | ----- | --------------------------- | ---------------------------- | ---- | ---- | ---- | ----- | ----- |
| 1    | B     | Ivana Španović              | SRB Sérvia                   | x    | 7.00 |      | 7.00  | Q,    |
| 2    | B     | Malaika Mihambo             | GER Alemanha                 | 6.64 | 6.56 | 6.98 | 6.98  | Q,    |
| 3    | A     | Brittney Reese              | USA Estados Unidos           | 6.52 | 6.86 |      | 6.86  | Q     |
| 4    | A     | Tara Davis                  | USA Estados Unidos           | 6.85 |      |      | 6.85  | Q     |
| 5    | B     | Chantel Malone              | IVB Ilhas Virgens Britânicas | x    | 6.44 | 6.82 | 6.82  | Q     |
| 6    | B     | Ese Brume                   | NGR Nigéria                  | 6.68 | 6.55 | 6.76 | 6.76  | Q     |
| 7    | A     | Khaddi Sagnia               | SWE Suécia                   | 6.76 |      |      | 6.76  | Q     |
| 8    | A     | Abigail Irozuru             | GBR Grã-Bretanha             | 6.39 | 6.65 | 6.75 | 6.75  | Q,    |
| 9    | A     | Tyra Gittens                | TTO Trinidad e Tobago        | 6.12 | 6.72 | 6.34 | 6.72  | q     |
| 10   | A     | Maryna Bekh-Romanchuk       | UKR Ucrânia                  | 6.71 | x    | x    | 6.71  | q     |
| 11   | A     | Jazmin Sawyers              | GBR Grã-Bretanha             | 6.55 | x    | 6.62 | 6.62  | q     |
| 12   | A     | Brooke Stratton             | AUS Austrália                | 6.60 | 6.44 | 6.32 | 6.60  | q     |
| 13   | B     | Quanesha Burks              | USA Estados Unidos           | 6.04 | 6.56 | 6.18 | 6.56  |       |
| 14   | B     | Nastassia Mironchyk-Ivanova | BLR Bielorrússia             | 6.21 | 6.39 | 6.55 | 6.55  |       |
| 15   | A     | Maryse Luzolo               | GER Alemanha                 | 6.54 | x    | 6.38 | 6.54  |       |
| 16   | B     | Anasztázia Nguyen           | HUN Hungria                  | x    | 6.52 | x    | 6.52  |       |
| 17   | A     | Alina Rotaru                | ROU Romênia                  | 6.46 | 6.47 | 6.51 | 6.51  |       |
| 18   | B     | Eliane Martins              | BRA Brasil                   | x    | 6.43 | 6.38 | 6.43  |       |
| 19   | A     | Rellie Kaputin              | PNG Papua-Nova Guiné         | x    | 6.30 | 6.40 | 6.40  |       |
| 20   | B     | Florentina Iusco            | ROU Romênia                  | 6.19 | x    | 6.36 | 6.36  |       |
| 21   | B     | Fátima Diame                | ESP Espanha                  | x    | 6.27 | 6.32 | 6.32  |       |
| 22   | A     | Christabel Nettey           | CAN Canadá                   | 6.18 | 6.23 | 6.29 | 6.29  |       |
| 23   | B     | Yanis David                 | FRA França                   | 6.27 | 6.10 | 6.26 | 6.27  |       |
| 24   | A     | Chanice Porter              | JAM Jamaica                  | x    | 6.13 | 6.22 | 6.22  |       |
| 25   | B     | Tissanna Hickling           | JAM Jamaica                  | 6.17 | x    | 6.19 | 6.19  |       |
| 26   | B     | Darya Reznichenko           | UZB Uzbequistão              | 5.92 | 5.94 | 6.19 | 6.19  |       |
| 27   | A     | Nathalee Aranda             | PAN Panamá                   | 5.98 | 6.12 | x    | 6.12  |       |
| 28   | B     | Lorraine Ugen               | GBR Grã-Bretanha             | 6.05 | x    | x    | 6.05  |       |
| –    | B     | Ksenija Balta               | EST Estônia                  | x    |      |      | NM    |       |
| –    | A     | Darya Klishina              | ROC                          | x    | x    | x    | NM    |       |

### Final
A final foi disputada em 3 de agosto, às 10:50 locais.
| Pos.              | Atleta                | CON                          | #1   | #2   | #3   | #4   | #5   | #6   | Marca | Notas                |
| ----------------- | --------------------- | ---------------------------- | ---- | ---- | ---- | ---- | ---- | ---- | ----- | -------------------- |
| Medalha de ouro   | Malaika Mihambo       | GER Alemanha                 | 6.83 | 6.95 | 6.78 | x    | x    | 7.00 | 7.00  | Recorde da temporada |
| Medalha de prata  | Brittney Reese        | USA Estados Unidos           | 6.60 | 6.81 | 6.97 | 6.87 | 6.95 | 6.84 | 6.97  |                      |
| Medalha de bronze | Ese Brume             | NGR Nigéria                  | 6.97 | 6.67 | x    | 6.88 | x    | 6.90 | 6.97  |                      |
| 4                 | Ivana Španović        | SRB Sérvia                   | 6.71 | 6.91 | 6.84 | x    | 6.63 | 6.72 | 6.91  |                      |
| 5                 | Maryna Bekh-Romanchuk | UKR Ucrânia                  | x    | x    | 6.88 | x    | x    | x    | 6.88  |                      |
| 6                 | Tara Davis            | USA Estados Unidos           | 6.62 | 6.67 | 6.81 | 6.84 | 6.83 | 6.71 | 6.84  |                      |
| 7                 | Brooke Stratton       | AUS Austrália                | x    | 6.52 | 6.83 | 6.24 | 6.62 | x    | 6.83  |                      |
| 8                 | Jazmin Sawyers        | GBR Grã-Bretanha             | x    | 6.80 | 6.53 | 6.74 | x    | x    | 6.80  |                      |
| 9                 | Khaddi Sagnia         | SWE Suécia                   | 6.58 | 6.67 | 6.58 | —    | —    | —    | 6.67  |                      |
| 10                | Tyra Gittens          | TTO Trinidad e Tobago        | 6.30 | 6.60 | 6.53 | —    | —    | —    | 6.60  |                      |
| 11                | Abigail Irozuru       | GBR Grã-Bretanha             | x    | 6.51 | 6.27 | —    | —    | —    | 6.51  |                      |
| 12                | Chantel Malone        | IVB Ilhas Virgens Britânicas | 6.50 | 4.73 | 6.48 | —    | —    | —    | 6.50  |                      |

Legenda
| Recorde mundial      | Recorde mundial (World record)               |                       | Recorde africano                      | Recorde africano (African) |                                           | Q | Classificado por posição (Qualified) |
| Recorde olímpico     | Recorde olímpico (Olympic record)            | Recorde da América    | Recorde da América (Americas)         | q                          | Classificado por melhor tempo (Qualified) |   |                                      |
| Melhor marca do ano  | Melhor marca do ano (World leading)          | Recorde asiático      | Recorde asiático (Asian)              | DNS                        | Não largou (Did not start)                |   |                                      |
| Recorde nacional     | Recorde nacional (National record)           | Recorde europeu       | Recorde europeu (European)            | DNF                        | Não terminou (Did not finish)             |   |                                      |
| Recorde pessoal      | Recorde pessoal do atleta (Personal best)    | Recorde da Oceania    | Recorde da Oceania (Oceania)          | DSQ / DQ                   | Desclassificado (Disqualified)            |   |                                      |
| Recorde da temporada | Recorde da temporada do atleta (Season best) | Recorde sul-americano | Recorde sul-americano (South America) | NM                         | Sem marca (No mark)                       |   |                                      |